# ブラッドリー・バンペルト
ブラッドリー・バンペルト（Bradlee Van Pelt 1980年7月3日- ）はミシガン州オウォッソー出身の元アメリカンフットボール選手。NFLのデンバー・ブロンコス等でプレーした。現役時代のポジションはクォーターバック、セイフティ。父親はオールプロに選出されたこともあるラインバッカーのブラッド・バンペルト。

## 経歴
カリフォルニア州サンタバーバラのサンマルコス高校ではクォーターバックとセイフティでプレーした。最終学年の1998年には、パス155回中89回成功（パス成功率57.4%）、1,265ヤード、13TD、ランでも1,294ヤードを走って24TD、ディフェンスでは41タックル、3インターセプトをあげた。
当初父親の母校でもあるミシガン州立大学に進学した。1年次を終了したところで、ニック・セイバンヘッドコーチがルイジアナ州立大学に去り、バンペルトはクォーターバックからディフェンスバックにコンバートされそうになった。クォーターバックとしてプレーすることを望んでいた彼は、コロラド州立大学へ転校、最終学年には2,845ヤードを投げてパス成功率は60%を超えた。
2004年のNFLドラフト7巡でデンバー・ブロンコスに指名された。2シーズンを第2QBとして過ごしたが、2006年のドラフトでジェイ・カトラーが入団するとデプスチャートで、ジェイク・プラマー、カトラーに次ぐ第3QBとなった。同年9月2日、ブロンコスから解雇された。
2006年11月27日、控えQBのセイジ・ローゼンフェルスが故障者リスト入りしたヒューストン・テキサンズと契約、同チームの第3QBとなった。テキサンズのヘッドコーチは、元ブロンコスのコーチゲイリー・キュービアックであった。
2007年3月、テキサンズと契約延長を果たしたが、8月27日、解雇された。
2009年3月、ブロンコスでセイフティとして復帰することを表明したが、トライアウトの結果契約には至らなかった。同年、イタリアのベルガモ・ライオンズと契約、クォーターバックとセイフティとして出場した。
イタリアでのシーズンが終了した後、2010年7月にイギリスのレスター・ファルコンズに加入、チームのMVPに選ばれる活躍を見せ、同チームをプレーオフに導いた。
現役引退後は、Sky SportsでNFLのスタジオアナリストを務めている。

## 人物
2012年1月、ポスト誌のインタビューで自身とティム・ティーボウの似ている点について触れている。